# Rovine (okręg Jałomica)
Rovine – wieś w Rumunii, w okręgu Jałomica, w gminie Reviga. W 2011 roku liczyła 903 mieszkańców.